# Tramontana (cuento)
Tramontana, escrito originalmente en 1969, es el noveno del compendio de doce cuentos escritos y redactados por Gabriel García Márquez a lo largo de dieciocho años, que conforman el libro llamado Doce cuentos peregrinos. 

## Resumen
El autor cuenta que vio a un muchacho el cual trabajaba en un Boccacio, el cabaret de moda en Barcelona, y que ahí estaba siendo golpeado por unos jóvenes que andaban borrachos y que querían llevárselo, para terminar la fiesta en otro lugar. Al ver esto, alguien intervino a gritos para que dejen al muchacho en paz, y los que lo llevaban decían que era suyo.  era uno de los pueblos más bellos y también el mejor conservado, la entrada a esta ciudad era muy peligrosa, las casas eran blancas y bajas con un estilo tradicional. Estos jóvenes bajo la influencia del alcohol iban en busca de aventuras, directo a la tramontana, pero el joven que llevaban a fuerzas no quería enfrentarse al fenómeno de la naturaleza y decidió aventarse de la camioneta donde viajaban, el prefirió el suicidio a pasar por la tramontana.
El autor cuenta que vio una tramontana, que era un tornado de viento propio de aquel lugar. Él se encontraba en un edificio esperando la llegada de la tramontana, cuando todo parecía haber terminado decidió retirarse del lugar y se llevó una gran sorpresa cuando un gran viento estuvo a punto de matarlo, pero él logró sostenerse de un poste y se salvó, el portero que se encontraba abajo murió por el viento, los hijos del autor observaron una escena aterradora.
Luego de haber recordado su visita a ese lugar, se entera de que aquel joven había muerto al saltar de la camioneta antes de llegar a Tramontana y evitaron una trágica muerte